# 丰益国际
丰益国际有限公司，簡稱豐益國際（SGX：F34、OTCBB：WLMIY
），是一家位于新加坡的控股公司。其股东ADM为世界四大粮商之一。旗下公司益海嘉里，为亚洲最大农产品生产企业之一。丰益国际的业务包括棕榈种植、食用油精炼、食用糖加工和提炼、特种油脂、油脂化学品、生物柴油和化肥制造等。2021年，丰益国际入围FoodTalks发布的全球特种油脂企业30强榜单，位列第二。

## 历史
2009年，豐益國際曾打算分拆中國業務到香港交易所上市，集資最多312億港元。其後，豐益國際取消分拆計劃。
2010年7月5日新加坡豐益國際，以17億5000萬澳元（14億7000萬美元）成功收購澳洲CSR集團的糖業及再生能源業務Sucrogen。
本次報價包括13.5億澳元現金並承擔4.03億澳元凈債務。
- 2009年收入、238.851億美元
- 盈利、18.82億美元
- 員工、 80,000
- 資產、234.488億美元
- 淨資產、109.311億美元
- 2010世界500強排名（353位）

## 争议
该公司於印尼婆羅洲砍伐森林，種植棕櫚樹，已嚴重影響婆羅洲猩猩生存環境。

## 外部連結
- （英文）豐益國際有限公司（Wilmar International Limited）（页面存档备份，存于）